# Percival Gull
El Percival Gull fue un monoplano monomotor británico que voló por primera vez en 1932. Tuvo éxito como transporte rápido de aerolínea, avión de carreras  y plusmarquista de largo alcance. Fue desarrollado en los Vega Gull y Proctor.

## Diseño y desarrollo
El Percival Gull fue el primer avión de la Percival Aircraft Company, formada en 1932 por Edgar Percival y el Teniente Comandante E.B.W. Leake. Fue diseñado por Percival mismo, y estaba muy influenciado por el Hendy 302, diseñado por Basil “Hendy” Henderson, del que había sido previamente propietario y con el que había competido. La nueva compañía no tenía instalaciones para construir el Gull, así que el prototipo fue producido por la British Aircraft Company de Maidstone, Kent, y las primeras 24 máquinas de producción fueron fabricadas por Parnall Aircraft de Yate (Gloucestershire). En 1934, la Percival Aircraft Company se mudó al Aeropuerto de Gravesend, donde construyó sus propios Gull.
El Gull era un monoplano cantilever de ala baja, construido de madera con recubrimiento de tela. Las alas se ahusaban en el exterior tanto en grosor como en cuerda, con diedro a partir de la sección central. Estaban construidas según la patente de Basil Henderson, y se plegaban hacia atrás, desde el larguero trasero, para su almacenamiento. Disponía de flaps divididos en la zona interior. El empenaje y el timón eran inicialmente muy similares a los del Hendy 302, con un equilibrador de cuernos y con un notable recorte en el borde de ataque donde el equilibrador se encontraba con el empenaje, pero esto fue rápidamente reemplazado por la disposición no equilibrada elíptica y simétrica final. Las superficies horizontales también estaban redondeadas, y la incidencia del plano de cola era ajustable en vuelo para el equilibrado; los elevadores estaban montados en un eje común.
Aunque las variantes del Gull estuvieron propulsadas por cinco motores diferentes, todos eran modelos en línea invertidos refrigerados por aire que movían hélices bipala, con lo que se conseguía una instalación muy cuidada. El fuselaje trasero tenía una sección cuadrada con la parte alta redondeada. La acristalada cabina se unía suavemente a un carenado dorsal elevado, y acomodaba al piloto delante y dos asientos de pasajeros, ligeramente escalonados hacia atrás. La entrada en los primeros modelos se realizaba a través de la cubierta deslizante. El tren de aterrizaje principal era fijo y estaba carenado, cada rueda estaba montada sobre tres soportes en los primeros modelos; existía una pequeña rueda de cola orientable.
Los primeros modelos podían ser equipados con uno de dos modelos de motor de cuatro cilindros de 97 kW (130 hp), el Cirrus Hermes IV, o el de Havilland Gipsy Major. Alternativamente, para las carreras o para pilotos que desearan más potencia, era opcional el motor de seis cilindros Napier Javelin III de 119 kW (160 hp). Las variantes D.2 se conocen genéricamente como "Gull Four" (no "Gull IV"). Era así a pesar de llevar el motor de seis cilindros Javelin en el Gull Four Mk IIA, y por lo que antes de la guerra la variante  propulsada por Gipsy Major era conocida como "Gull Major". En 1934, un Gull fue modificado con puertas de cabina, cristales revisados y más cortos y un tren de aterrizaje principal de un solo soporte carenado. Esta versión fue conocida como Gull Four Mk III (retrospectivamente P.1D), y esos refinamientos fueron incorporados entonces a todos los Gull posteriores.
La variante final fue el D.3 Gull Six, similar al D.2 Gull Four Mk III con cubierta y tren de aterrizaje revisados, pero con un mucho más potente motor de seis cilindros de Havilland Gipsy Six de 149 kW (200 hp). Tenía la misma longitud y envergadura que las variantes Gull Major, pero era 88 kg más pesada y mucho más rápida, alcanzando los 286 km/h. Un Gull Six (VT-AGV) reemplazó su cabina por un par de cabinas abiertas en tándem. También se le conoce como P.7 Touring Gull.

## Historia operacional
Los Gull se vendieron bien entre particulares, ofreciendo velocidad y confort. Otros fueron comprados por compañías chárter, usados para realizar tareas fotográficas y periodísticas. Los Gull fueron usados, por ejemplo, para cubrir eventos lejanos pero importantes tales como la guerra italo-abisinia de 1935. Algunos fueron usados para las comunicaciones corporativas, como Avro Aircraft y Shell. El único Gull Four Mark III (G-ADOE) fue usado por la Blackburn Aircraft como bancada para sus motores Cirrus Major Mark 1 y 2. Los Gull se vendieron en el extranjero, a Francia, Australia, Japón, Brasil y otros. Dos Gull trabajaron en la ruta de correo Karachi-Lahore para Indian National Airways.

### Participación en carreras y récords

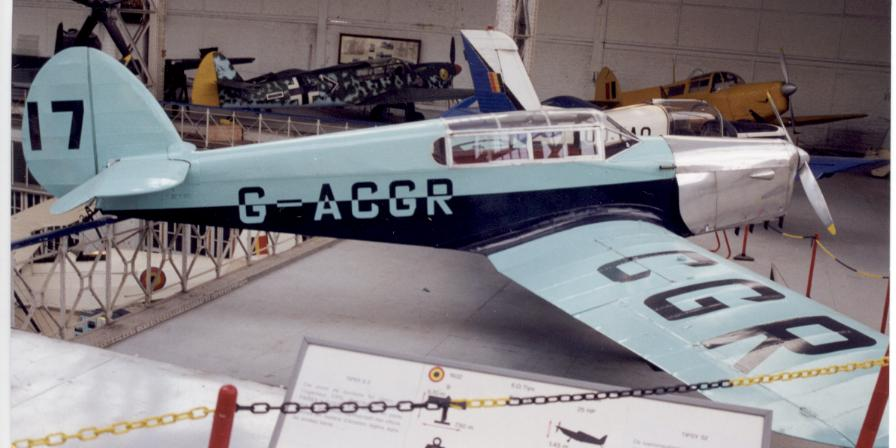
D.2 Gull Four (G-ACGR) exhibido en el Museo de Bruselas con colores de preguerra y número de carreras. Posee la larga cabina inicial.

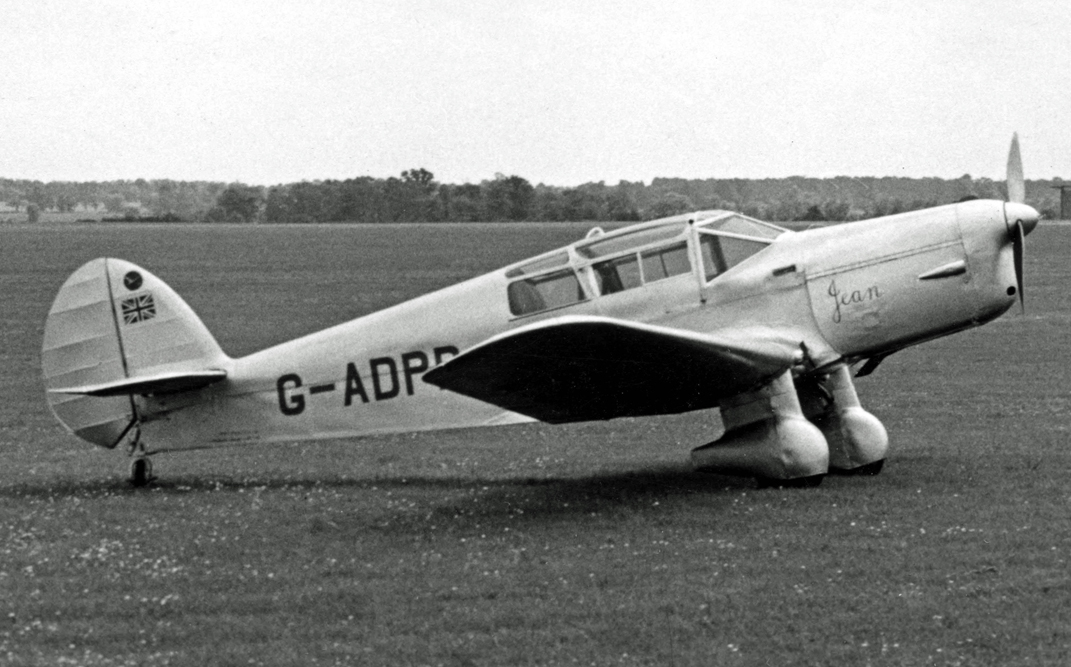
D.3 Gull Six plusmarquista de Jean Batten en 1954, con el nombre Jean en su capota.

El 9 de julio de 1932, E.W. Percival voló el prototipo del Gull (G-ABUR) en la Carrera de la Copa del Rey británica, promediando casi 230 km/h, aunque ningún Gull de la serie D ganó nunca el trofeo. La velocidad de los Gull también los hizo atractivos para los populares vuelos de larga distancia de los años 30 y el Gull, equipado con depósitos extra, ofrecía un alcance de 3220 km.
El 4 de octubre de 1933, Charles Kingsford Smith inicia un vuelo en un Gull Four (G-ACJV) desde el Aeródromo de Lympne hasta Darwin (Australia), llegando el 10 de diciembre del mismo año, en un récord de 7 días, 4 horas y 44 minutos.
El 17 de junio de 1935, E.W. Percival pilotó un Gull Six (G-ADEP) desde Gravesend hasta Orán, Argelia, volviendo al Aeropuerto de Croydon el mismo día, siendo más tarde premiado con la Medalla de Oro Oswald Watt en reconocimiento a este vuelo.
La neozelandesa Jean Batten realizó al menos dos vuelos memorables en su Gull Six (G-ADPR). El 11 de noviembre de 1935, despegó de Lympne y voló en dos tramos hasta Thiès, Senegal. Después de 12 horas y 30 minutos cruzando el Atlántico el 13 de noviembre, llegó a Natal, Brasil, y más tarde fue premiada con el Trofeo Britannia. El 5 de octubre de 1936, Batten voló de Lympne a Darwin en un tiempo récord de 5 días, 21 horas y 3 minutos, volando más tarde a través del Mar de Tasmania hasta Auckland, para establecer otro tiempo de récord total de 11 días y 45 minutos.
El 4 de mayo de 1936, Amy Johnson, volando un Gull Six (G-ADZO), despegó desde Gravesend en un vuelo hasta el Aeródromo de Wingfield, Ciudad del Cabo, y de vuelta al Aeropuerto de Croydon en un récord de 7 días 22 horas y 43 minutos.

### Servicio militar
Un Gull Six (G-ADEU) fue evaluado por el RAE, lo que resultó en una orden de la RAF por el Percival Proctor, una variante del Percival Vega Gull. Alrededor de 6 Gull Six fueron requisados por la RAF y el Arma Aérea de la Flota durante la Segunda Guerra Mundial, en el Reino Unido, Egipto e India; uno de ellos era el de Jean Batten (G-ADPR), como AX866. Blackburn Aircraft continuó usando su Gull Four Mark III (G-ADOE), más tarde remotorizado con un motor Gipsy Major, en uso privado. De igual manera, Vickers-Armstrong retuvo su Gull Six (G-ADFA) durante la guerra.

## Variantes
Las designaciones P. fueron aplicadas retrospectivamente en 1947, después de que la compañía se hubiera convertido en Hunting Percival.
| Modelo        | Versión       | Motor                                            | Cantidad                        |
| ------------- | ------------- | ------------------------------------------------ | ------------------------------- |
| D.1 Gull      | Mk I (P.1)    | Prototipo con Cirrus Hermes IV de 97 kW (130 hp) | 1                               |
| D.2 Gull Four | Mk II (P.1A)  | Cirrus Hermes IV de 97 kW (130 hp)               | 3                               |
| D.2 Gull Four | Mk IIA (P.1B) | Napier Javelin III de 119 kW (160 hp)            | 8                               |
| D.2 Gull Four | Mk IIB (P.1C) | de Havilland Gipsy Major de 97 kW (130 hp)       | 11                              |
| D.2 Gull Four | Mk III (P.1D) | de Havilland Gipsy Major de 97 kW (130 hp)       | 3                               |
| D.2 Gull Four | Mk III (P.1E) | Blackburn Cirrus Major I o II de 101 kW (135 hp) | 1                               |
| D.2 Gull Four | desconocido   | desconocido                                      | 2                               |
| D.3 Gull Six  | (P.3)         | de Havilland Gipsy Six de 149 kW (200 hp)        | 19, más 4 Gull Four convertidos |

## Operadores
España
- Ejército del Aire

 Reino Unido
- Real Fuerza Aérea

 Sudáfrica
- Fuerza Aérea Sudafricana

## Supervivientes
Australia
- D.30: D.2 Gull Four en estado de vuelo con Donald McGregor Johnston de Bahrs Scrub, Queensland. Fue uno de los participantes en la Copa del Rey de 1933 volado por Edward Percival, que se trasladó a Australia en los años 30, resultando dañado en 1956 y almacenado. Fue restaurado y puesto en vuelo en 1999.[12][13]
- D.46: D.3 Gull Six en estado de vuelo con Kenneth Alan Holdsworth de Murwillumbah, Nueva Gales del Sur. Pasó a Australia en 1939, donde, junto con el VH-UVA (otro Gull Six), fue usado como  base de la flota de Connellan Airways en Alice Springs. Vendido a un particular en 1947, fue restaurado en 2002.[12][14]
- D.65: D.3 Gull Six en exhibición estática en el Museo Nacional de Australia en Canberra, Territorio de la Capital Australiana.[15][12]

Bélgica
- D.29: D.2 Gull Four en exhibición estática en el Real Museo de las Fuerzas Armadas y de la Historia Militar en Bruselas.[16][17]

Nueva Zelanda
- D.55: D.3 Gull Six en exhibición estática en el Aeropuerto de Auckland. Fue usado por Jean Batten en un vuelo plusmarca mundial desde Inglaterra a Brasil.[18][19][12]

## Especificaciones (D.2 Gull Four, motor Hermes)
Referencia datos: Jackson 1974, p. 96

### Características generales
- Tripulación: Uno (piloto)
- Capacidad: Dos pasajeros
- Longitud: 7,5 m (24,7 ft)
- Envergadura: 11 m (36,2 ft)
- Altura: 2,3 m (7,4 ft)
- Superficie alar: 15,7 m² (169 ft²)
- Peso vacío: 531 kg (1170,3 lb)
- Peso cargado: 930 kg (2049,7 lb)
- Planta motriz: 1× motor lineal invertido de 4 cilindros refrigerado por aire Cirrus Hermes IV.
  - Potencia: 97 kW (134 HP; 132 CV)

### Rendimiento
- Velocidad máxima operativa (Vno): 233 km/h (145 MPH; 126 kt)
- Velocidad crucero (Vc): 201 km/h (125 MPH; 109 kt)
- Alcance: 1126 km (608 nmi; 700 mi)
- Techo de vuelo: 4877 m (16 001 ft)
- Régimen de ascenso: 7,3 m/s (1437 ft/min)

## Aeronaves relacionadas

### Desarrollos relacionados
- Percival Mew Gull

### Secuencias de designación
- Secuencia P._ (interna de Percival): P.1 - P.2 - P.3 - P.4 - P.5 - P.6 - P.7 -  P.8 - P.9 - P.10 →
- Secuencia Numérica (Aeronaves del Ejército del Aire español (1939-1945)): ← 30 (II) - 30 (III) - 30 (IV) - 30 (V) - 30 (VI) - 30 (VII) - 30 (VIII) →
- Secuencia L._ (Aeronaves Utilitarias del Ejército del Aire español (1945-1954)): L.1 - L.2 (I) - L.2 (II) - L.3 →